# Don Diego de Noche
Don Diego de Noche fue una revista editada en la ciudad española de Madrid a lo largo de 1868.

## Historia
Editada en Madrid, su primer número aparecería el 8 de abril de 1868, pues el número VI data del 16 de mayo y se afirmaba que aparecía los días 1, 8, 16 y 24 de cada mes. El número VI contaba con cuatro páginas. En septiembre de 1868 se suspendería su publicación, pero es posible que reapareciera después, pues en La Correspondencia de España del 30 de enero de 1869 se afirmaba que la revista se había refundido en El Eco de España. Don Diego de Noche, que incluía litografías en sus páginas, fue dirigida por José Campo-Arana y tomaron parte en la redacción autores como Carlos Coello de Portugal y Pacheco, Ernesto García Ladevese, Adolfo Malats y Tirso de Tejada y Alonso.